# デイヴィッド・カイル
デイヴィッド・カイル（David A. Kyle, 1919年2月14日 - 2016年9月18日）は、アメリカ合衆国ニューヨーク州出身のSF作家。

## 経歴
1948年、マーティン・グリーンバーグ(Martin Greenberg)とともに出版社ノーム・プレス(Gnome Press)を設立。
2冊のSFに関するピクトリアルな歴史書『A Pictorial History of Science Fiction』、『The Illustrated Book of Science Fiction Ideas and Dreams』および、3冊のレンズマンシリーズの続編『ドラゴン・レンズマン(Dragon Lensman)』、『リゲルのレンズマン(Lensman from Rigel)』、『Z-Lensman（未訳）』を出版している。
また、ポール・レヴィンソンやグレッグ・ベアら多数の作家とともに、2002年にヒストリー・チャンネルが製作したドキュメンタリー番組『SF進化論 月世界旅行からスタートレックまで(Fantastic Voyage: Evolution of Science Fiction)』に出演している。

## ファンダム活動
カイルはアメリカのSFファンダムにおいて最も初期から活躍しているファンで、ニューヨークにおける最初のファン組織、フューチャリアン(Futurians)の会員であった。
1939年にニューヨークで開催されたSF大会、第1回ワールドコン(Worldcon)に参加したカイルは、主催者を批判する小冊子（イエローパンフレット、Yellow Pamphlet）を配った。このパンフレットのため、委員長だったサム・モスコウィッツ（Sam Moskowitz）はフューチャリアンの著名な会員数名を出入り禁止にした。
そのため、1956年の第14回ワールドコンの委員長にカイルが就任した際に他のSFファンたちは、「出入り禁止だってカイルが言ってたぜ("Dave Kyle says you can't sit here.")」というキャッチフレーズを掲げて喜んだ。
1957年、同じくSFファンのルス・ランディス(Ruth Landis)と結婚。
1961年にKnight of The Order of Saint Fantonyをつくり、1973年にはBig Heart Awardを受賞した。
1983年の第41回ワールドコンではFan Guest of Honorを務めた。
さらに彼は、何百もの文章をさまざまなファン雑誌に寄稿しており、それには Richard and Nicki Lynch の Mimosa のための連載も含まれる。